# Alán Montes
Alán Isidro Montes Castro (Hermosillo, México; 26 de octubre de 2000) es un futbolista mexicano, juega como defensa y su equipo actual es el Sporting Kansas City de la Major League Soccer estadounidense.

## Trayectoria
Debutó en la Tercera División de México con la filial “C” de Cimarrones de Sonora en 2017, pasando ese mismo año a Liga Premier MX con la filial “B”. 
Terminó de formarse en las inferiores de los Club de Fútbol Monterrey donde inició su carrera, Alán pasó a formar parte de Club Necaxa en la temporada 2022 donde fue registrado en la sub-20, debutó en la Liga MX el 25 de octubre de 2020 ante Querétaro. 
Para el Apertura 2021 pasó en forma de cedido a Raya2 Expansión donde vio actividad entre el primer equipo Club de Fútbol Monterrey y el segundo equipo en Liga de Expansión MX, participó en 23 partidos con ambas escuadras regiomontanas para en el Torneo Clausura 2022 (México) terminar regresando a Necaxa.
En septiembre de 2022, Montes fue cedido al Real Avilés de la Segunda Federación de España. En dicho equipo no obtuvo participación por problemas con el papeleo entre ambos equipos por lo que tuvo que volver 4 meses después a Necaxa donde sería inscrito con el primer equipo.

## Estadísticas
Actualizado al último partido disputado el 5 de abril de 2025.
| Club                                | Div.          | Temporada     | Liga  | Liga  | Copas nacionales | Copas nacionales | Copas internacionales | Copas internacionales | Total | Total |
| Club                                | Div.          | Temporada     | Part. | Goles | Part.            | Goles            | Part.                 | Goles                 | Part. | Goles |
| ----------------------------------- | ------------- | ------------- | ----- | ----- | ---------------- | ---------------- | --------------------- | --------------------- | ----- | ----- |
| Necaxa · México                     | 1.ª           | 2020-21       | 1     | 0     | —                | —                | —                     | —                     | 1     | 0     |
| Necaxa · México                     | Total club    | Total club    | 1     | 0     | 0                | 0                | 0                     | 0                     | 1     | 0     |
| Raya2 · México                      | 2.ª           | 2021-22       | 19    | 2     | —                | —                | —                     | —                     | 19    | 2     |
| Raya2 · México                      | Total club    | Total club    | 19    | 2     | 0                | 0                | 0                     | 0                     | 19    | 2     |
| Monterrey · México                  | 1.ª           | 2021-22       | 4     | 0     | —                | —                | 0                     | 0                     | 3     | 0     |
| Monterrey · México                  | Total club    | Total club    | 4     | 0     | 0                | 0                | 0                     | 0                     | 4     | 0     |
| 'Real Avilés' · España              | '4.ª'         | 2023          | 0     | 0     | 0                | 0                | 0                     | 0                     | 0     | 0     |
| 'Real Avilés' · España              | Total club    | Total club    | 0     | 0     | 0                | 0                | 0                     | 0                     | 0     | 0     |
| Necaxa · México                     | 1.ª           | 2023-24       | 34    | 2     | -                | -                | 1                     | 0                     | 35    | 2     |
| Necaxa · México                     | 1.ª           | 2024-25       | 20    | 2     | -                | -                | 3                     | 0                     | 23    | 2     |
| Necaxa · México                     | Total club    | Total club    | 54    | 4     | 0                | 0                | 4                     | 0                     | 58    | 3     |
| Sporting Kansas City Estados Unidos | 1.ª           | 2025          | 0     | 0     | 0                | 0                | 0                     | 0                     | 0     | 0     |
| Sporting Kansas City Estados Unidos | Total club    | Total club    | 0     | 0     | 0                | 0                | 0                     | 0                     | 0     | 0     |
| Total carrera                       | Total carrera | Total carrera | 78    | 6     | 0                | 0                | 4                     | 0                     | 82    | 6     |

## Vida personal
Es hermano de César Montes, futbolista profesional e internacional por México.